# Arnold von Melchtal

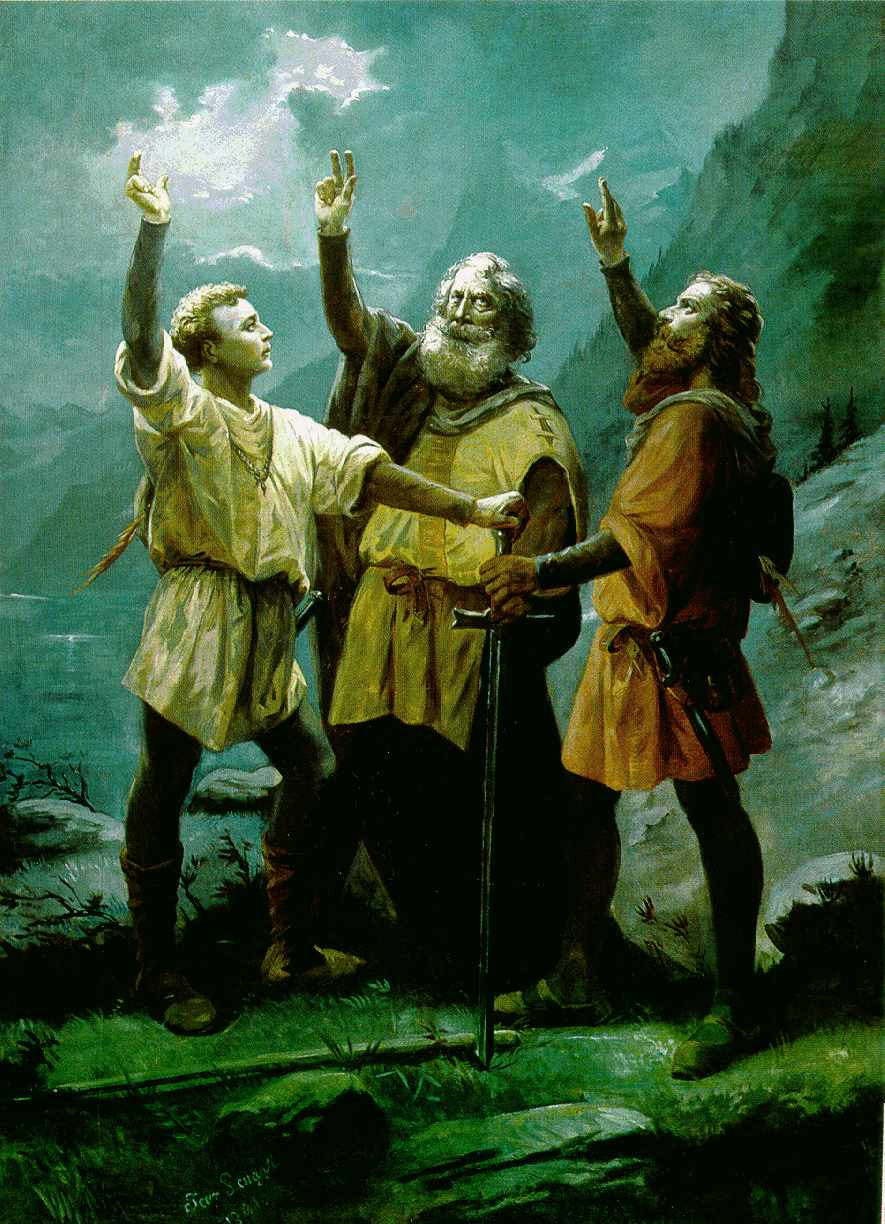
Der Schwur auf dem Rütli von Jean Renggli (1891), der jugendliche Arnold von Melchtal ist auf der linken Bildseite dargestellt.

Arnold von Melchtal war nach der Schweizer Befreiungstradition der Abgesandte des Urkantons Unterwalden, der zusammen mit Walter Fürst für Uri und Werner Stauffacher für Schwyz beim Rütlischwur die Alte Eidgenossenschaft begründete.

## Herkunft und Name
Im Gegensatz zu Walter Fürst und Werner Stauffacher gibt es für Arnold von Melchtal keine zeitgenössischen Quellen, die ihn als historische Persönlichkeit ausweisen.
Das Weisse Buch von Sarnen (1470) berichtet, dass Knechte des Reichsvogts Landenberg zu Sarnen dem Bauern im Melchi die Ochsen wegnehmen wollten. Dessen Sohn habe sich dagegen gewehrt und dem Knecht des Landvogts einen Finger entzweigeschlagen. Daraufhin liess der Landvogt den Vater blenden und enteignen, und der Sohn musste fliehen, um sich der Verhaftung zu entziehen. Robert Durrer ordnete 1921 den Herkunftsnamen Melchtal, der auf einer Verwechslung beruht, dem Heimwesen Melchi zu, das nahe der Hohen Brücke über die Melchaa, rund einen Kilometer nördlich von Flüeli, liegt (46° 52′ 57,7″ N, 8° 16′ 3″ O). Das Weisse Buch nennt den dritten Eidgenossen nur der usser Melche von Underwalden (‹der aus dem Melchi von Unterwalden›), während Stoupacher von Switz und einer der Fürsten von Ure mit ihrem Geschlechtsnamen vertreten sind. In der Chronik von Petermann Etterlin (1507, fol. 12v) ist erstmals von einem «Landmann in Melchtal» statt vom Melchi die Rede.
Im Urner Tellenspiel von 1513 wird erstmals der Vorname Arnold genannt.
Im 18. Jahrhundert wurde noch der in Obwalden gebräuchliche Familienname Anderhalden hinzugefügt.

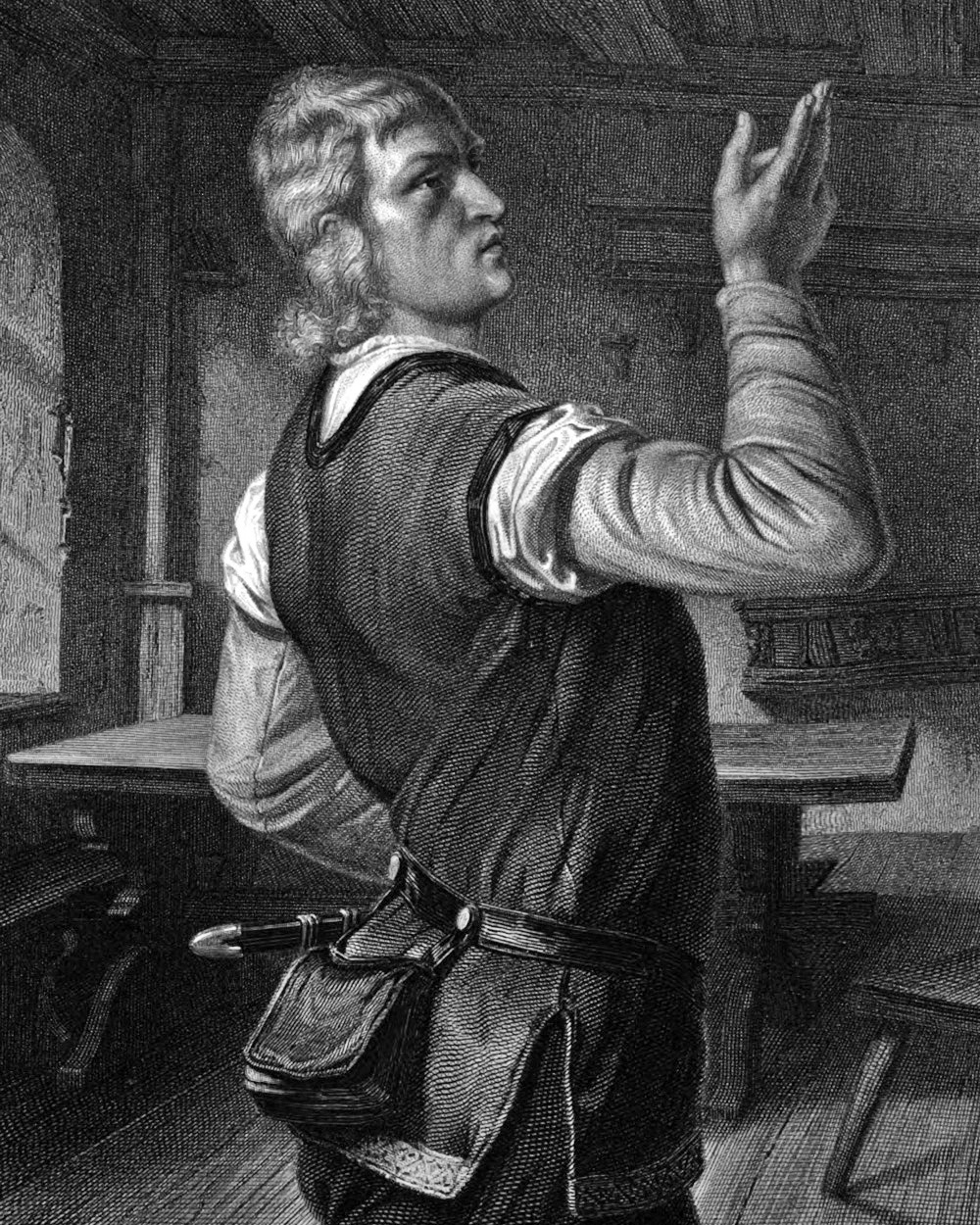
Arnold vom Melchtal aus Schillers Wilhelm Tell (Stich von Friedrich Pecht, 1859)

## Rezeption
Aegidius Tschudi (um 1570) übernimmt den Namen Arnold von Melchtal.
Tschudis Wiedergabe der Befreiungstradition wird bestimmend für die Frühmoderne, für
Friedrich Schillers Wilhelm Tell und für die Zeit der Nationalromantik. Der Vater heisst hier Heinrich von Melchtal, der Vogt Beringer von Landenberg. Der Sohn, Arnold von Melchtal, sei «noch ein junger Mann» gewesen (Tschudi s. a. 1307, p. 234). Entsprechend wird in Darstellungen des Rütlischwurs Arnold von Melchtal oft als junger Mann dargestellt, Walter Fürst als alter Mann und Werner Stauffacher in mittlerem Alter.
Für die Premiere von Rossinis Wilhelm Tell malte 1829 Eugène Du Faget den Sänger
Adolphe Nourrit in der Rolle von Arnold von Melchtal.
Der blinde Melchtal von Anton Butler (Ölgemälde, 1852) zeigt den geblendeten Vater.
Von Ferdinand Hodler gibt es eine Farbstift-Studie von 1897, die den erzürnten Arnold von Melchtal zeigt, der mit einem Knüppel die Knechte des Vogts angreift.
Richard Kissling schuf 1891 eine Melchtal-Gruppe als Gipsskulptur, die seit 2015 im Gerichtsgebäude an der Poststrasse in Sarnen steht.